# Apatzingán
Apatzingán (en entier Apatzingán de la Constitución) est une ville de l'État de Michoacán, entourée de sa municipalité. La municipalité, appartenant à la Tierra Caliente, possède une superficie de 1 656,67 km2 et recense une population de 123 649 habitants. En 2013, la ville d'Apatzingán a été régulièrement mentionnée dans les médias en raison de la présence de gangs liés au trafics de stupéfiants. Le président Felipe Calderón a fait de cette ville une ville historique.

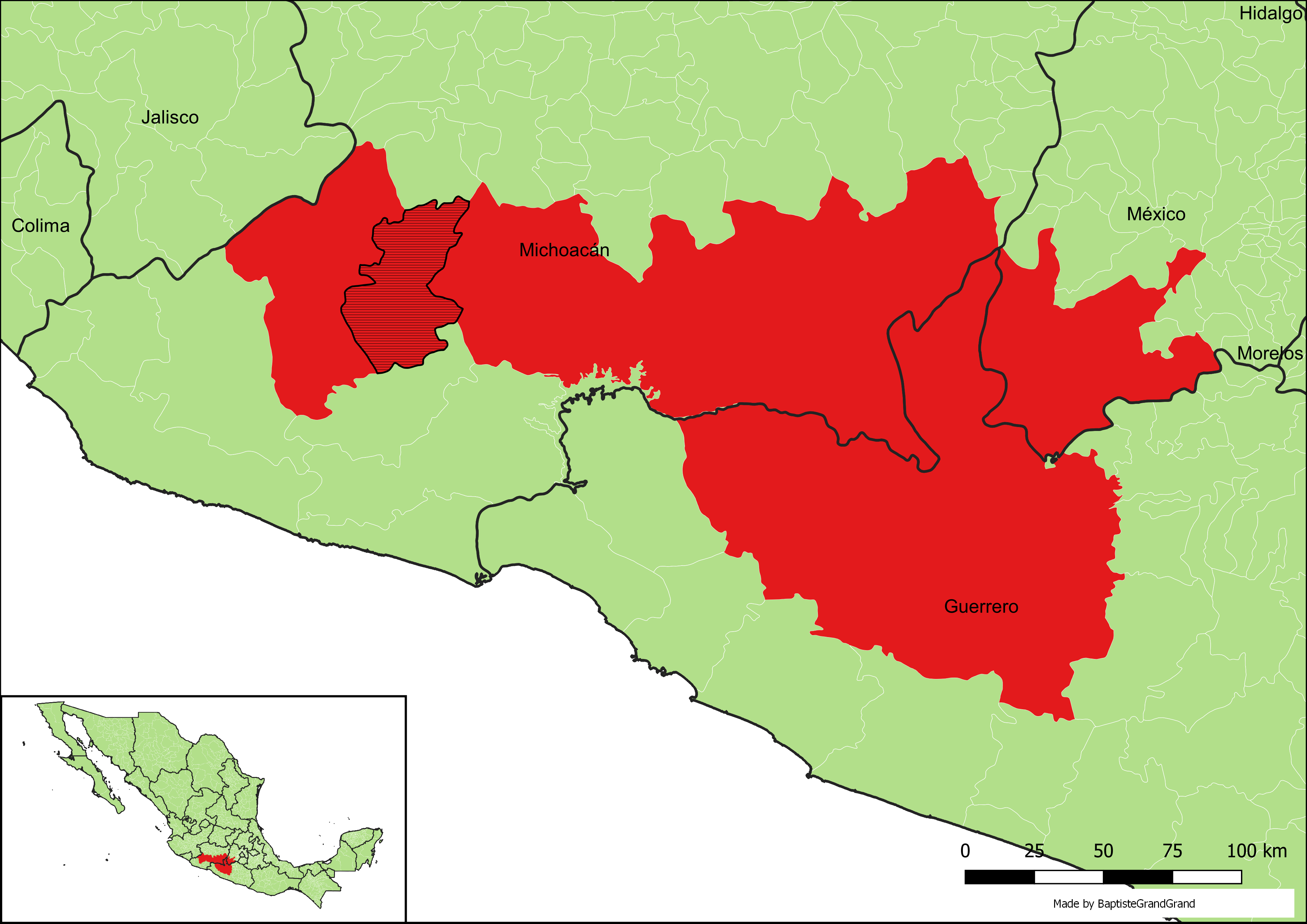
Localisation d'Apatzigán dans la Tierra Caliente.